# ستيفن هيس
ستيفن هيس (بالإنجليزية: Stephen H. Hess)‏ (ولد في 20 أبريل 1933 في مدينة نيويورك) هو زميل فخري كبير في برنامج دراسات الحكم في معهد بروكينغز. وهو يُدرّس وسائل الإعلام، والرئاسة الأمريكية، والسلالات السياسية والحكومة الأمريكية. انضم لأول مرة إلى بروكينغز في عام 1972، وكان أستاذا بارزا في الإعلام والشؤون العامة في جامعة جورج واشنطن (2004-2009). خدم في سلك موظفو البيت الأبيض في عهد الرئيسين دوايت د. أيزنهاور وريتشارد نيكسون وعمل مستشارًا للرئيسين جيرالد ر. فورد وجيمي كارتر.
حصل هيس على B.A. في العلوم السياسية في جامعة جونز هوبكنز في عام 1953. تحت رئاسة الولايات المتحدة دوايت د. أيزنهاور، كان هيس مساعدا خاصا في مكتب البيت الأبيض من 20 فبراير 1959 حتى يناير 1961. وبصفته مساعدا خاصا في مكتب البيت الأبيض، كان واجب هيس الرئيس هو صياغة كلمات للرئيس وغيره من المتحدثين باسم الإدارة - داخل الحكومة وخارجها. وتشمل المسؤوليات الأخرى التي تعهد بها هيس خلال فترة ولايته في البيت الأبيض: العمل كمستشار للجنة الوطنية للجمهورية "لجنة البرامج والتقدم"، والمساعدة في جمع المواد من مختلف الإدارات والوكالات الحكومية لاحتمال إدراجها في منصة عام 1960 غوب، وإعداد تقارير نصف أسبوعية بشأن الإجراءات التي يتخذها الكونغرس بشأن ميزانية اجتماعات الزعماء التشريعيين والاجتماع في اجتماعات الكونغرس الجمهوري بشأن قانون المطار الاتحادي لعام 1959.
كما عمل هيس زميلًا للحكومة في جامعة هارفارد (1979-1982)، وممثل الولايات المتحدة لدى الجمعية العامة للأمم المتحدة (1976) واليونسكو (1974). وفي الفترة من 1969 إلى 1971، كان الرئيس الوطني لمؤتمر البيت الأبيض المعني بالأطفال والشباب، وكان نائب مساعد رئيس الشؤون الحضرية في عام 1969. وعمل في مستشار رئيسي وقدرات مستشار لمؤسسة راسل ساجا، وصندوق مارشال الألماني، ومؤسسة فورد، وحكومة الولايات المتحدة.
في عام 1977 ، تم انتخاب هيس زميلًا في الأكاديمية الوطنية للإدارة العامة.
هيس هو عضو في اللجنة الاستشارية العليا لمركز شورنشتاين للصحافة والسياسة والسياسة العامة في كلية جون كينيدي للحكومة في جامعة هارفارد. 
وتشمل الأعمال المكتوبة مؤخرا: الرسوم الكاريكاتورية السياسية الأمريكية: تطور الهوية الوطنية (2010) ومهما حدث لمراسلو واشنطن، 1978-2012 (2012)